# Стурдза Олександр Скарлатович
Олександр Скарлатович Стурдза (рум. Alexandru Scarlat Sturdza; 18 грудня 1791, Ясси — 13 травня 1854, Манзир) — історик-аматор, автор праць з релігійної та політичної проблематики, дипломат, благодійник.

## Життєпис
Народився 18 грудня 1791 року в Яссах. Син молдовського боярина, що перейшов в підданство Російської імперії. Освіту отримав удома, пізніше слухав лекції в університетах Німеччини.
1809 року почав служити в російському Міністерстві закордонних справ, на основі архівних матеріалів складав нарис історії стосунків Російської імперії з Мальтійським орденом (1768—1802).
Служив в канцелярії армії П. Чічагова (1812), перебував на дипломатичній службі у Відні та Парижі, працював при Міністерстві народної освіти. За дорученням Олександра І для Ахенського конгресу (1818) склав записку «Про сучасний стан в Німеччині». У 1821 році пішов у «безстрокову відпуску», мешкав у Одесі.
Під час Російсько-турецької війни 1828—1829 років керував похідною канцелярією, а по закінченню війни остаточно оселився в Одесі. В «одеський період» свого життя він писав літературні, богословські, філософські твори, брав участь у боротьбі з чумою, займався благодійністю. Був одним з членів-засновників Одеського товариства історії та старожитностей. Його виступ на засідання присвяченому відкриттю цього товариства 25 квітня 1839 року був опублікований «Одеським Вісником» (3 травня 1839 року). Тоді він повідомив, що в рамках товариства збирається зайнятися «описом монастирів, розташованих у Бессарабській області».
В останні роки свого життя зосередив свою діяльність на облаштування заснованої їм «Стурдзовської громади добросердних сестер». Помер О. Стурдза у містечку Манзир Бессарабської губернії (тепер — Тарутинський район) 13 травня 1854 року. Тіло його було перевезено до Одеси, де поховано у родинному склепі на цвинтарі-погості у Воскресенської церкви (тепер — Святої Марії Магдаліни). Із приходом радянської влади цвинтар було зруйновано (на початку 1920-х років), а склеп — спустошено.

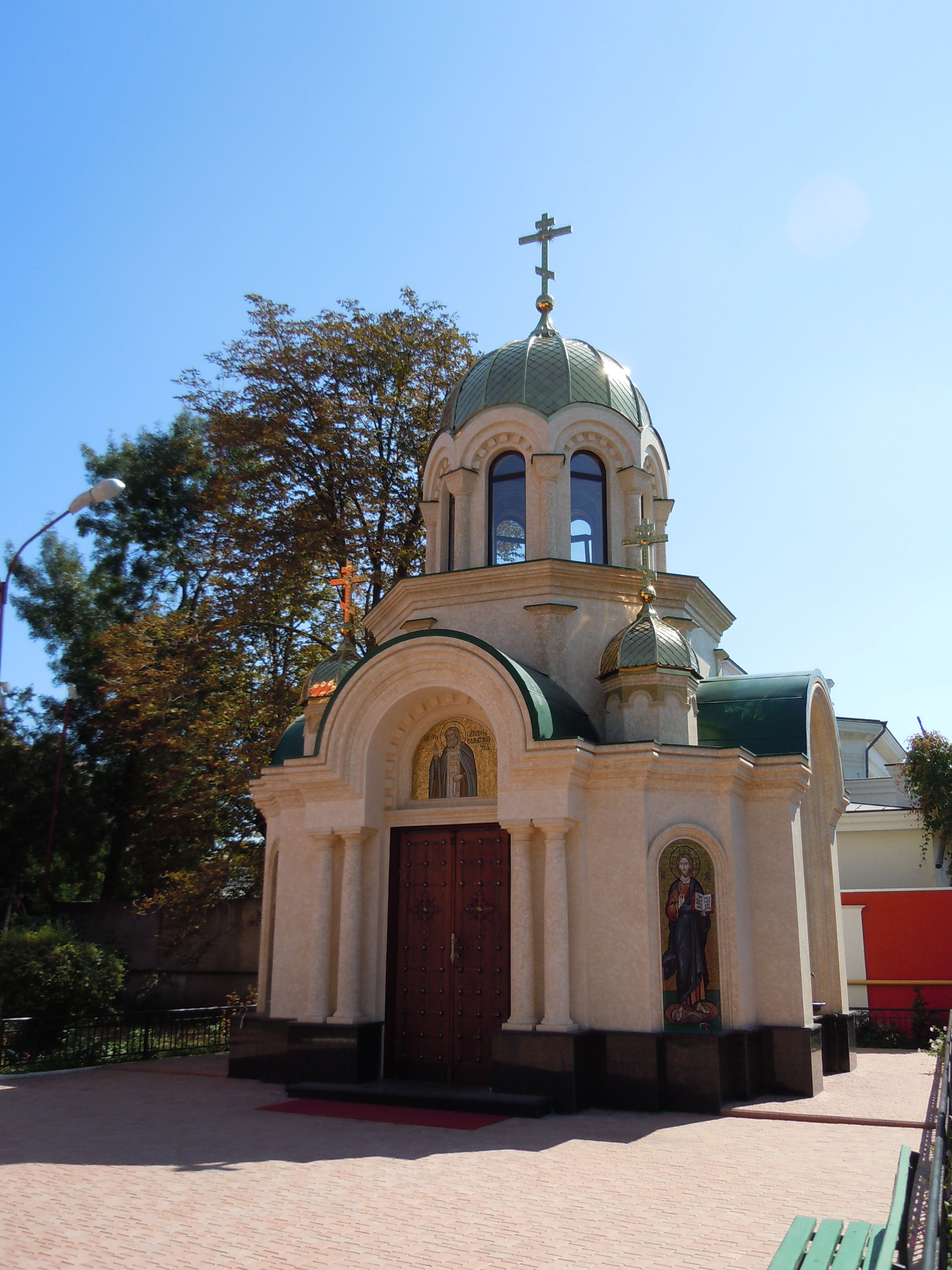
Каплиця Св. Серафима Саровського біля Воскресенської (тепер — Св. Марії Магдаліни) церкви. Раніше — родинний склеп Едлінг-Стурдзи-Гагаріних, за радянських часів — кімната сміху

В працях О. Стурдзи розглядалися питання історії кінця XVIII — ХІХ ст., зокрема, становище російської православної церкви, боротьба за визволення Греції тощо. Так, в опублікованому на шпальтах «Одеського вісника» (9 грудня 1831 року) листі він виправив неточності у раніше опублікованому газетою некролозі Іоанну Каподістрії та подав додаткову інформацію про нього. Згодом О. Стурдза підготував біографічний нарис про І. Каподдістрію, який був опублікований у скороченому варіанті французькою і російською (в «Одеському альманасі» на 1840 рік) та у повному варіанті вже після смерті автора в «Чтениях в обществе истории и древностей при российских при Московском ун-те» під назвою «Спогади про життя та діяння графа І. А. Каподістрії». Попри назву, це були не спогади, а велика за обсягом історична праця, в якій біографія І. Каподістрії розглядалася на тлі міжнародних відносин та подій в Греції. Праця «Про долю православної церкви російської за царювання Олександра І», також опублікована після смерті О. Стурдзи, переважно складалася зі спогадів автора та його міркувань з богословської тематики. О. Стурдза був автором біографічних нарисів та спогадів про І. Інзова, М. Карамзіна, В. Жуковського та ін., значна частина яких була видана в Парижі після його смерті.

## Праці
- Стурдза А., К издателю «Одесского вестника» // ОВ. — 1831. — 9 декабря (рос.)
- Стурдза А., Воспоминания о жизни и деяниях графа И. А. Каподистрии // Чтения в обществе истории и древностей российских при Московском университете. — 1864. — Кн.2;(рос.)
- Стурдза А., О судьбе православной церкви русской в царствование Александра І -го // Русская старина. — 1876 — Ч.1. (рос.)

## Вшанування пам'яті
28 квітня 2016 року в Одесі, де довгий час жив Олександр Скарлатович, його ім'ям було названо колишній Третій Стахановський провулок.